# Cadira de trucada per a hotels

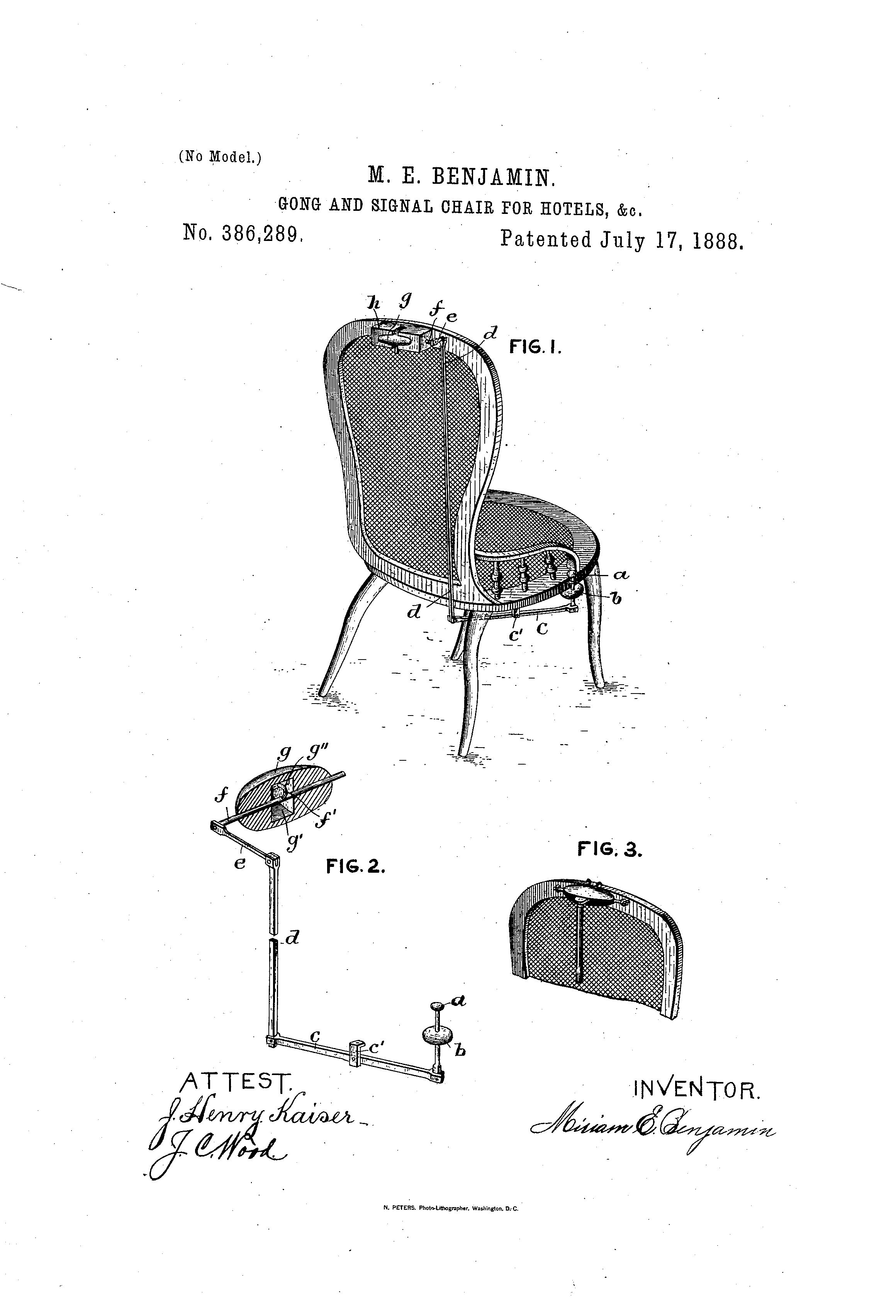
Document de la patent de la cadira de Miriam Benjamin.

La cadira de trucada per a hotels va ser inventada per Miriam Benjamin una afroamericana de Charleston Carolina del Sud, que va obtenir la patent núm. DC1888 per a la seva invenció el 17 de juliol de 1888.
La cadira «reduiria les despeses dels hotels, disminuint el nombre de cambrers i ajudants, per afegir la comoditat i el confort dels clients suprimint la necessitat de picar amb la mà o cridar en veu alta per obtenir els serveis dels cambrers.» La cadira funcionava quan la persona asseguda pressionava un petit botó en la part posterior de la cadira que enviava un senyal a un empleat. A la vegada una petita llum s'il·luminava, així permetia a l'empleat veure quin dels clients necessitava ajut. El sistema va ser finalment aprovat per la Cambra de Representants dels Estats Units i va ser un precursor del sistema de senyalització utilitzat en els avions de passatgers per sol·licitar l'ajut dels auxiliars de vol.